# Taibah Al-Ibrahim
Taibah Al-Ibrahim (طِيبة أحمد البراهيم; c. 1945 – 28 de diciembre de 2011) fue una escritora kuwaití que escribió el primer libro de ciencia ficción en Kuwait. Fue candidata a la tercera circunscripción de Kuwait en 2008. Murió en 2011 a la edad de 66 años.

## Trayectoria
Recibió un certificado de reconocimiento de los servicios literarios y artísticos por la trilogía de obras de ciencia ficción "الباهت الإنسان" (La Humanidad Pálida, 1980) "الإنسان المتعدد" (La Humanidad Multiplicada, 1985) y "انقراض الرجل" (La Extinción del Hombre, 1987). Esta trilogía, con una estructura en flashbacks, nos muestra un mundo futuro en el que la humanidad está dividida en tres razas: los hombres que congelan sus cuerpos, los hombres que se multiplican a partir de un solo individuo y el hombre natural. Las luchas entre las tres facciones acaban conduciendo a la humanidad hacia su extinción.
Al-Ibrahim fue candidata a la tercera circunscripción en Kuwait en 2008, la segunda en la que se permitía participar a las mujeres, que solo a partir de mayo de 2005 adquirieron el derecho al voto. Ella dijo que "presionaría para lograr la igualdad entre los dos géneros y para hacer que el divorcio sea aplicable con el consentimiento tanto del hombre como de la mujer". También pidió "la separación entre la religión y el estado, puesto que hay una diferencia entre personas religiosas y un estado religioso, para así mantener la religión alejada de los errores humanos".